# Volleyball Santa Croce 2010-2011
Questa voce raccoglie le informazioni riguardanti il Volleyball Santa Croce nelle competizioni ufficiali della stagione 2010-2011.

## Organigramma societario
Area direttiva
- Presidente: Giancarlo Campinoti

Area tecnica
- Allenatore: Davide Baraldi
- Allenatore in seconda: Stefano Sassi
- Scout man: Massimo Toccafondi

Area sanitaria
- Medico: Susanna Dini
- Preparatore atletico: Lorenzo Spina
- Fisioterapista: Alessandro Rocchini

## Rosa
| N° | Nome                  | Ruolo | Data di nascita   | Nazionalità sportiva |
| -- | --------------------- | ----- | ----------------- | -------------------- |
| 1  | Emma Zanolla          | S     | 21 gennaio 1982   | Italia               |
| 2  | Federica Stufi        | C     | 22 marzo 1988     | Italia               |
| 3  | Giulia Fidanzi        | S     | 15 febbraio 1988  | Italia               |
| 7  | Silvia Lotti          | S     | 17 giugno 1992    | Italia               |
| 8  | Silvia Giovannelli    | C     | 11 gennaio 1981   | Italia               |
| 9  | Giulia Cosci          | P     | 20 marzo 1987     | Italia               |
| 10 | Sonja Percan          | O     | 5 maggio 1981     | Croazia              |
| 11 | Alessandra Castellano | C     | 23 settembre 1982 | Italia               |
| 12 | Anna Świderek         | P     | 14 agosto 1981    | Italia               |
| 13 | Thaira Secco          | S     | 18 agosto 1985    | Italia               |
| 15 | Maria Luisa Elli      | C     | 2 maggio 1985     | Italia               |
| 17 | Ramona Puerari        | L     | 7 aprile 1983     | Italia               |
| 18 | Neudil dos Santos     | S     | 13 gennaio 1984   | Brasile              |

## Risultati

### Serie A2

#### Girone di andata
| 1ª giornata - 16 ottobre 2010 PalaParenti, Santa Croce sull'Arno     | Santa Croce    | 0 - 3 | Loreto              | 23-25, 20-25, 14-25               |
| 2ª giornata - 24 ottobre 2010 PalaBusnago, Busnago                   | Busnago        | 3 - 1 | Santa Croce         | 25-17, 22-25, 28-26, 25-19        |
| 3ª giornata - 31 ottobre 2010 PalaParenti, Santa Croce sull'Arno     | Santa Croce    | 1 - 3 | Chieri              | 19-25, 25-23, 19-25, 17-25        |
| 4ª giornata - 7 novembre 2010 PalaMacchitella, San Vito dei Normanni | San Vito       | 2 - 3 | Santa Croce         | 28-26, 25-17, 22-25, 12-25, 16-18 |
| 5ª giornata - 13 novembre 2010 PalaParenti, Santa Croce sull'Arno    | Santa Croce    | 3 - 1 | Forlì               | 27-25, 16-25, 25-10, 25-21        |
| 6ª giornata - 21 novembre 2010 PalaFerroli, San Bonifacio            | Verona         | 3 - 2 | Santa Croce         | 22-25, 18-25, 25-16, 25-20, 15-13 |
| 7ª giornata - 28 novembre 2010 PalaParenti, Santa Croce sull'Arno    | Santa Croce    | 3 - 2 | Pontecagnano Faiano | 25-21, 19-25, 25-20, 29-31, 15-11 |
| 8ª giornata - 5 dicembre 2010 Palazzetto dello Sport, Giaveno        | Cuatto Giaveno | 3 - 0 | Santa Croce         | 25-17, 25-17, 25-22               |
| 9ª giornata - 12 dicembre 2010 PalaParenti, Santa Croce sull'Arno    | Santa Croce    | 3 - 0 | Time Matera         | 25-15, 25-14, 25-16               |
| 10ª giornata - 19 dicembre 2010 PalaBertoni, Crema                   | Crema          | 1 - 3 | Santa Croce         | 22-25, 25-16, 23-25, 24-26        |
| 11ª giornata - 26 dicembre 2010 Olimpia Palace, Pomezia              | RDM Pomezia    | 3 - 0 | Santa Croce         | 25-22, 25-19, 25-19               |
| 12ª giornata - 9 gennaio 2011 PalaParenti, Santa Croce sull'Arno     | Santa Croce    | 3 - 0 | Soverato            | 25-22, 25-18, 25-21               |
| 13ª giornata - 15 gennaio 2011 PalaRaschi, Parma                     | Parma          | 3 - 0 | Santa Croce         | 25-19, 25-18, 25-14               |

#### Girone di ritorno
| 14ª giornata - 23 gennaio 2011 PalaSerenelli, Loreto               | Loreto              | 3 - 0 | Santa Croce    | 25-14, 25-21, 25-22               |
| 15ª giornata - 29 gennaio 2011 PalaParenti, Santa Croce sull'Arno  | Santa Croce         | 2 - 3 | Busnago        | 21-25, 25-14, 21-25, 25-21, 13-15 |
| 16ª giornata - 6 febbraio 2011 PalaMaddalene, Chieri               | Chieri              | 3 - 0 | Santa Croce    | 25-20, 25-18, 25-20               |
| 17ª giornata - 13 febbraio 2011 PalaParenti, Santa Croce sull'Arno | Santa Croce         | 3 - 2 | San Vito       | 27-25, 25-21, 24-26, 22-25, 15-13 |
| 18ª giornata - 20 febbraio 2011 PalaRomiti, Forlì                  | Forlì               | 3 - 1 | Santa Croce    | 12-25, 27-25, 25-19, 25-23        |
| 19ª giornata - 26 febbraio 2011 PalaParenti, Santa Croce sull'Arno | Santa Croce         | 3 - 0 | Verona         | 25-12, 25-16, 25-13               |
| 20ª giornata - 6 marzo 2011 PalaBerlinguer, Bellizzi               | Pontecagnano Faiano | 2 - 3 | Santa Croce    | 24-26, 25-20, 15-25, 25-21, 11-15 |
| 21ª giornata - 20 marzo 2011 PalaParenti, Santa Croce sull'Arno    | Santa Croce         | 3 - 1 | Cuatto Giaveno | 26-24, 21-25, 25-14, 25-21        |
| 22ª giornata - 27 marzo 2011 PalaSassi, Matera                     | Time Matera         | 3 - 1 | Santa Croce    | 21-25, 25-22, 25-15, 25-20        |
| 23ª giornata - 2 aprile 2011 PalaParenti, Santa Croce sull'Arno    | Santa Croce         | 1 - 3 | Crema          | 19-25, 25-15, 17-25, 22-25        |
| 24ª giornata - 10 aprile 2011 PalaParenti, Santa Croce sull'Arno   | Santa Croce         | 0 - 3 | RDM Pomezia    | 22-25, 18-25, 20-25               |
| 25ª giornata - 17 aprile 2011 PalaScoppa, Soverato                 | Soverato            | 3 - 0 | Santa Croce    | 25-23, 25-23, 25-20               |
| 26ª giornata - 23 aprile 2011 PalaParenti, Santa Croce sull'Arno   | Santa Croce         | 3 - 1 | Parma          | 21-25, 25-22, 25-16, 25-11        |

### Coppa Italia di Serie A2

#### Fase a eliminazione diretta
| Quarti di finale (andata) - 26 gennaio 2011 PalaParenti, Santa Croce sull'Arno | Santa Croce | 3 - 1 | Parma               | 18-25, 25-21, 25-21, 25-21        |
| Quarti di finale (ritorno) - 2 febbraio 2011 PalaRaschi, Parma                 | Parma       | 1 - 3 | Santa Croce         | 21-25, 25-18, 18-25, 20-25        |
| Semifinali - 12 marzo 2011 PalaParenti, Santa Croce sull'Arno                  | Santa Croce | 2 - 3 | Pontecagnano Faiano | 23-25, 25-19, 23-25, 25-15, 10-15 |

## Statistiche

### Statistiche di squadra
| Competizione             | Punti | In casa | In casa | In casa | In trasferta | In trasferta | In trasferta | Totale | Totale | Totale |
| Competizione             | Punti | G       | V       | P       | G            | V            | P            | G      | V      | P      |
| ------------------------ | ----- | ------- | ------- | ------- | ------------ | ------------ | ------------ | ------ | ------ | ------ |
| Serie A2                 | 31    | 13      | 8       | 5       | 13           | 3            | 10           | 26     | 11     | 15     |
| Coppa Italia di Serie A2 | -     | 1       | 1       | 0       | 1            | 1            | 0            | 3      | 2      | 1      |
| Totale                   | -     | 14      | 9       | 5       | 14           | 4            | 10           | 29     | 13     | 16     |

G = partite giocate; V = partite vinte; P = partite perse

### Statistiche dei giocatori
| Giocatore      | Serie A2 | Serie A2 | Serie A2 | Serie A2 | Serie A2 | Coppa Italia di Serie A2 | Coppa Italia di Serie A2 | Coppa Italia di Serie A2 | Coppa Italia di Serie A2 | Coppa Italia di Serie A2 | Totale | Totale | Totale | Totale | Totale |
| Giocatore      | P        | PT       | AV       | MV       | BV       | P                        | PT                       | AV                       | MV                       | BV                       | P      | PT     | AV     | MV     | BV     |
| -------------- | -------- | -------- | -------- | -------- | -------- | ------------------------ | ------------------------ | ------------------------ | ------------------------ | ------------------------ | ------ | ------ | ------ | ------ | ------ |
| A. Castellano  | 21       | 7        | ?        | ?        | ?        | 3                        | 1                        | 1                        | 0                        | 0                        | 24     | 8      | ?      | ?      | ?      |
| G. Cosci       | 15       | 4        | ?        | ?        | ?        | 2                        | 0                        | 0                        | 0                        | 0                        | 17     | 4      | ?      | ?      | ?      |
| N. dos Santos  | 25       | 415      | ?        | ?        | ?        | 3                        | 58                       | 50                       | 8                        | 0                        | 28     | 473    | ?      | ?      | ?      |
| M. Elli        | 26       | 190      | ?        | ?        | ?        | 3                        | 16                       | 10                       | 5                        | 1                        | 29     | 206    | ?      | ?      | ?      |
| G. Fidanzi     | 25       | 38       | ?        | ?        | ?        | 3                        | 11                       | 9                        | 2                        | 0                        | 28     | 49     | ?      | ?      | ?      |
| S. Giovannelli | 26       | 189      | ?        | ?        | ?        | 3                        | 21                       | 18                       | 2                        | 1                        | 29     | 110    | ?      | ?      | ?      |
| S. Lotti       | 15       | 50       | ?        | ?        | ?        | 1                        | 0                        | 0                        | 0                        | 0                        | 16     | 50     | ?      | ?      | ?      |
| S. Percan      | 26       | 313      | ?        | ?        | ?        | 3                        | 50                       | 42                       | 6                        | 2                        | 29     | 363    | ?      | ?      | ?      |
| R. Puerari     | 25       | 0        | 0        | 0        | 0        | 3                        | 0                        | 0                        | 0                        | 0                        | 28     | 0      | ?      | ?      | ?      |
| T. Secco       | 13       | 12       | ?        | ?        | ?        | 0                        | 0                        | 0                        | 0                        | 0                        | 13     | 12     | ?      | ?      | ?      |
| F. Stufi       | 13       | 84       | ?        | ?        | ?        | 3                        | 33                       | 22                       | 9                        | 2                        | 16     | 117    | ?      | ?      | ?      |
| A. Świderek    | 26       | 107      | ?        | ?        | ?        | 3                        | 12                       | 6                        | 4                        | 2                        | 29     | 119    | ?      | ?      | ?      |
| E. Zanolla     | 25       | 209      | ?        | ?        | ?        | 3                        | 21                       | 19                       | 2                        | 0                        | 28     | 230    | ?      | ?      | ?      |

P = presenze; PT = punti totali; AV = attacchi vincenti; MV = muri vincenti; BV = battute vincenti